# Timothée Kolodziejczak
Timothée Kolodziejczak (nascut l'1 d'octubre de 1991) és un futbolista professional francès que juga com a defensa central per l'Association Sportive de Saint-Étienne Loire.
El maig de 2016 va disputar (com a suplent, substituint Adil Rami) el partit que va fer que el Sevilla guanyés la seva cinquena Lliga Europa, tercera consecutiva, a Sankt Jakob-Park, contra el Liverpool FC (3 a 1 pels sevillistes).